# Ugao-Miraballes
Ugao-Miraballes är en kommun i Spanien. Den ligger i Biscayaprovinsen i den autonoma regionen Baskien i norra delen av landet, 300 km norr om huvudstaden Madrid. Antalet invånare är 4 175 (2024). Arean är 5,26 kvadratkilometer. Ugao-Miraballes gränsar till Arrigorriaga, Zeberio och Arrankudiaga. 